# Вилла-Латина
Вилла-Латина (итал. Villa Latina) — коммуна в Италии, располагается в регионе Лацио, в провинции Фрозиноне.
Население составляет 1233 человека (2008 г.), плотность населения составляет 72 чел./км². Занимает площадь 17 км². Почтовый индекс — 3040. Телефонный код — 0776.
В коммуне 25 марта особо празднуется Благовещение Пресвятой Богородицы.

## Демография
Динамика населения:

## Администрация коммуны
- Официальный сайт: